# Benson & Hedges

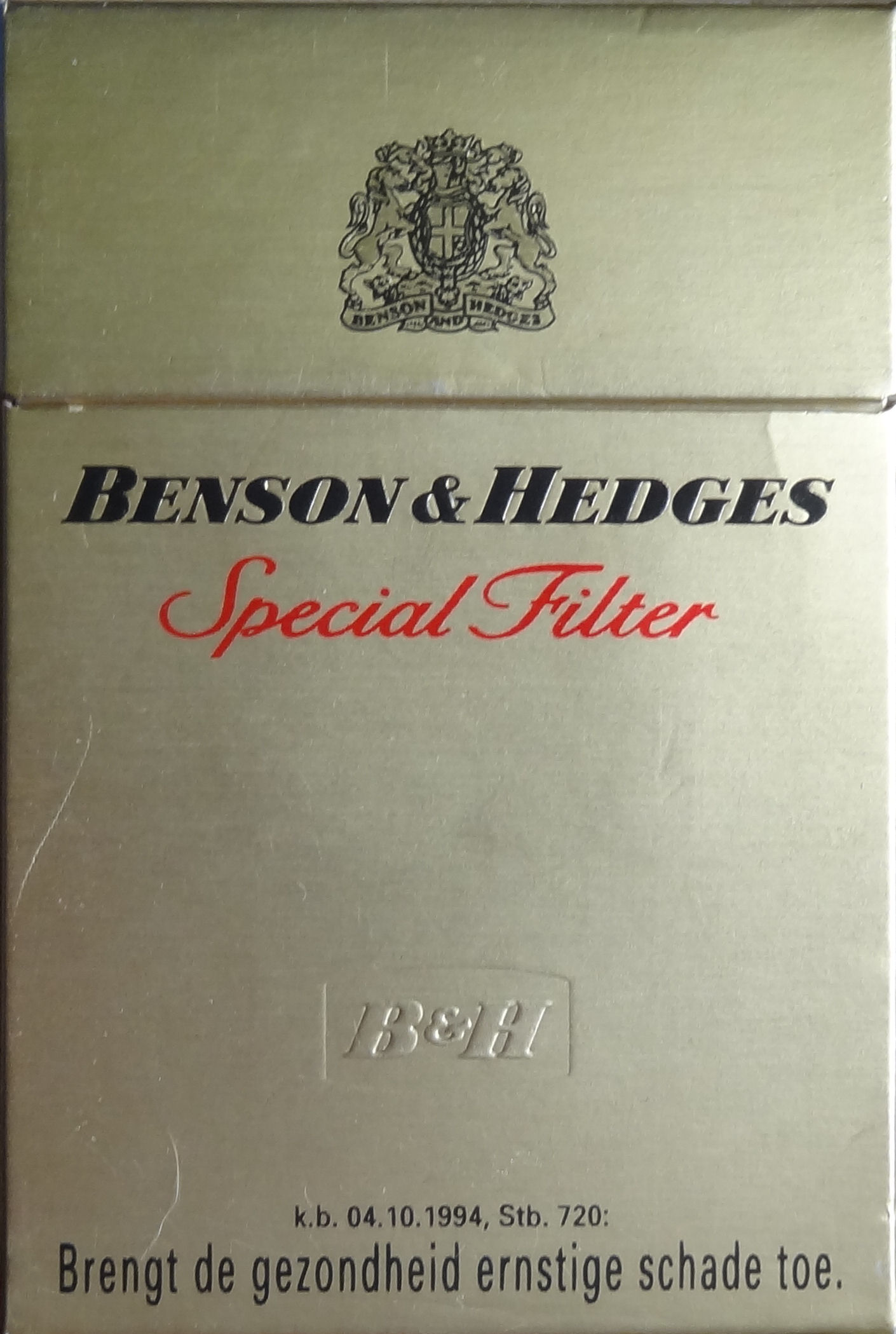
Benson & Hedges Gold 20 Special Filter

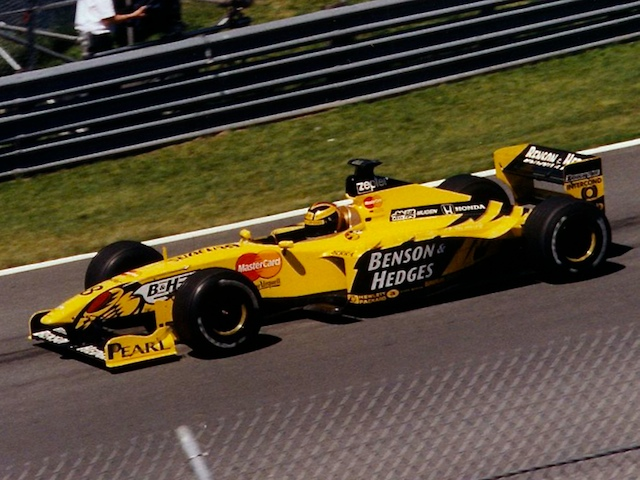
Benson & Hedges reclame op een Jordan Formule 1 auto

Benson & Hedges is een Engels sigarettenmerk dat eigendom is van Philip Morris, British American Tobacco en Japan Tobacco. 

## Sponsoring
Van 1996 t/m 2005 was Benson & Hedges een belangrijke sponsor van het Formule 1-team Jordan Grand Prix. Om deze reden was goud de teamkleur in 1996 en vanaf 1997 werd dit veranderd in geel. Jordan Grand Prix paste de reclame aan in landen waar er een verbod was op tabaksreclame. In plaats van Benson & Hedges kon men de teksten "Bitten Hisses", "Buzzing Hornets", "Bitten Heroes", "Be On Edge" of "B and H" op de wagens en kleding aantreffen.
Naast de Formule 1 sponsorde het bedrijf ook andere sportevenementen. Zo verbond het zijn naam aan de golfwedstrijden Benson & Hedges International Open en Benson & Hedges Trophy.